# Grobownik
Grobownik (Taphozous) – rodzaj ssaków z podrodziny grobowników (Taphozoinae) w obrębie rodziny upiorowatych (Emballonuridae).

## Rozmieszczenie geograficzne
Rodzaj obejmuje gatunki występujące w Afryce, Azji i Australii.

## Morfologia
Długość ciała (bez ogona) 63–105 mm, długość ogona 11,9–46 mm, długość ucha 12–28 mm, długość tylnej stopy 5,4–24 mm, długość przedramienia 54–80 mm; masa ciała 19,4–51 g.

## Systematyka
Rodzaj zdefiniował w 1818 roku francuski przyrodnik Étienne Geoffroy Saint-Hilaire w rozdziale zatytułowanym Opis ssaków występujących w Egipcie w zbiorczej publikacji dotyczącej Egiptu o tytule Opis Egiptu. Geoffroy Saint-Hilaire wymienił trzy gatunki – Vespertilio lepturus von Schreber, 1774, Taphozous mauritianus É. Geoffroy Saint-Hilaire, 1818 i Taphozous perforatus É. Geoffroy Saint-Hilaire, 1818 – z których gatunkiem typowym (późniejsze oznaczenie) jest Taphozous perforatus É. Geoffroy Saint-Hilaire, 1818.

### Etymologia
- Taphozous (Thaphosores, Thaphozous, Thaphasous): gr. ταφος taphos ‘grób, grobowiec’; ζωoς zōos ‘żyjący’[11].
- Liponycteris: λιπο- lipo- ‘na zewnątrz’, od λειπω leipō ‘chcieć’[12]; νυκτερις nukteris, νυκτεριδος nukteridos ‘nietoperz’[13]. Gatunek typowy (oryginalne oznaczenie): Taphozous nudiventris Cretzschmar, 1826.

### Podział systematyczny
Do rodzaju należą następujące gatunki:
| Grafika | Gatunek                | Autor i rok opisu               | Nazwa zwyczajowa        | Podgatunki         | Rozmieszczenie geograficzne | Podstawowe wymiary                                       | Status IUCN |
| ------- | ---------------------- | ------------------------------- | ----------------------- | ------------------ | --- | -------------------------------------------------------- | ----------- |
|         | Taphozous nudiventris  | Cretzschmar, 1826               | grobownik gołobrzuchy   | 4 podgatunki       | Afryka Północna, Zachodnia, Środkowa i Wschodnia, Azja Zachodnia, południowy Kaukaz, Azja Południowa od Turkmenistanu do Mjanmy | DC: 8,3–10,5 cm DO: 2,2–4,6 cm DP: 7–8 cm MC: 30–35 g    | LC          |
|         | Taphozous perforatus   | É. Geoffroy Saint-Hilaire, 1818 | grobownik sawannowy     | 4 podgatunki       | Dolina Nilu, rozproszony w Afryce Zachodniej i Wschodniej, Azja Zachodnia (Izrael, Półwysep Arabski i południowy Iran) na wschód do Indii; zakres wysokości: 0–200 m n.p.m.                                                                  | DC: 7,1–8,5 cm DO: 2,2–3 cm DP:5,4–6,7 cm MC: 23–33 g    | LC          |
|         | Taphozous mauritianus  | É. Geoffroy Saint-Hilaire, 1818 | grobownik mauretański   | gatunek monotypowy | większość Czarnej Afryki, od Senegalu na wschód do południowej Somalii, na południe do północno-wschodniej Namibii i wschodniej Południowej Afryki, Madagaskar, Zatoka Gwinejska i wyspy Afryki Wschodniej; zakres wysokości: 0–900 m n.p.m. | DC: 7,6–8,8 cm DO: 1,5–2,8 cm DP: 5,8–6,5 cm MC: 20–36 g | LC          |
|         | Taphozous hamiltoni    | O. Thomas, 1920                 | grobownik skryty        | gatunek monotypowy | kilka zapisów z Sudanu, Somalii (Shiikh), Sudanu Południowego, Ugandy, Kenii, Tanzanii (Shanwa) i Czadu (Sarh); granice zasięgu bardzo słabo poznane                                                                                         | DC: 8–8,4 cm DO: 2–3,5 cm DP: 6,1–7,1 cm MC: 19,4–22 g   | DD          |
|         | Tophozous hildegardeae | O. Thomas, 1909                 | grobownik nadmorski     | gatunek monotypowy | wybrzeże południowo-wschodniej Kenii (być może i środkowej) i północno-wschodnia Tanzania (od dolnego biegu rzeki Tana na południe do Dar es Salaam), wyspy Pemba i Zanzibar; zakres wysokości: 0–215 m n.p.m.                               | DC: 7,9–8,2 cm DO: 2,5–2,9 cm DP: 6,3–6,6 cm MC: 24–36 g | EN          |
|         | Taphozous longimanus   | Hardwicke, 1825                 | grobownik długoskrzydły | 4 podgatunki       | subkontynent indyjski (Nepal, Indie, Bangladesz i Sri Lanka), Azja Południowo-Wschodnia (Mjanma, Tajlandia i Kambodża) na południe do Wielkich i Małych Wysp Sundajskich (na wschód do Flores); zakres wysokości: 0–1200 m n.p.m.            | DC: 7,3–8,6 cm DO: 2–3 cm DP: 5,4–6,3 cm MC: brak danych | LC          |
|         | Taphozous melanopogon  | Temminck, 1841                  | grobownik czarnobrody   | 4 podgatunki       | Indie, Sri Lanka, południowa Chińska Republika Ludowa i Azja Południowo-Wschodnia na południe do Wielkich i Małych Wysp Sundajskich, Celebes, Moluki i Filipiny; zakres wysokości: 0–800 m n.p.m.                                            | DC: 6,7–8,6 cm DO: 1,2–2,6 cm DP: 6–6,8 cm MC: 21–26 g   | LC          |
|         | Taphozous theobaldi    | Dobson, 1872                    | grobownik dżunglowy     | 2 podgatunki       | nierównomiernie od środkowych i południowo-zachodnich Indii, południowo-Środkowej Chińskiej Republiki Ludowej (Junnan) i Azji Południowo-Wschodniej na południe do Borneo, Jawy i Celebes; zakres wysokości: 0–1200 m n.p.m.                 | DC: 8,8–9,5 cm DO: 2,5–3 cm DP: 7–7,6 cm MC: 40–50 g     | LC          |
|         | Taphozous achates      | O. Thomas, 1915                 | grobownik nizinny       | 2 podgatunki       | Małe Wyspy Sundajskie (Nusa Penida, Sawu, Semau, Roti, Timor, Wetar, Leti i Babar, Wyspy Tanimbar i Kai); zakres wysokości: 0–1000 m n.p.m.                                                                                                  | DC: 7,4–7,8 cm DO: 2,5–2,7 cm DP: 5,9–6,4 cm MC: 21–23 g | DD          |
|         | Taphozous kapalgensis  | McKean & Friend, 1979           | grobownik namorzynowy   | gatunek monotypowy | endemit Australii: Australia Zachodnia (skrajnie wschodni obszar wyżyny Kimberley) i Terytorium Północne (zachodni Top End, być może dalej na wschód)                                                                                        | DC: 7,5–8,5 cm DO: 2–2,3 cm DP: 5,7–6,3 cm MC: 26–29 g   | LC          |
|         | Taphozous australis    | J. Gould, 1854                  | grobownik wydmowy       | gatunek monotypowy | Papua-Nowa Gwinea (dolny bieg rzeki Strickland oraz Port Moresby, być może wzdłuż południowego brzegu), północno-wschodnia Australia (na południe do Keppel Bay) oraz wyspy Cieśniny Torresa; zakres wysokości: 0–300 m n.p.m.               | DC: 7,8–9 cm DO: 2–2,9 cm DP: 6,3–6,7 cm MC: 20–30 g     | NT          |
|         | Taphozous georgianus   | O. Thomas, 1915                 | grobownik ostronosy     | gatunek monotypowy | endemit Australii: Australia Zachodnia (Pilbara i Kimberley), Terytorium Północne, Queensland (północna części ekoregionu Mount Isa Inlier i zachodnia część ekoregionu Gulf Plains) oraz przybrzeżne wyspy                                  | DC: 6,2–8 cm DO: 2,1–3,9 cm DP: 6,5–7,5 cm MC: 19–51 g   | LC          |
|         | Taphozous hilli        | D.J. Kitchener, 1980            | grobownik pustynny      | gatunek monotypowy | endemit Australii: Australia Zachodnia (półpustynne obszary Pustyni Gibsona, Pilbara i Murchison), Terytorium Północne, skrajnie południowo-zachodni Queensland oraz Australia Południowa                                                    | DC: 6,3–8,1 cm DO: 2,6–3,5 cm DP: 6,3–7,2 cm MC: 20–25 g | LC          |
|         | Taphozous troughtoni   | Tate, 1952                      | grobownik skalny        | gatunek monotypowy | endemit Australii: zachodnio-środkowy, środkowy i wschodni Queensland | DC: 7,9–8,6 cm DO: 3,1–3,7 cm DP: 7,3–7,6 cm MC: 20–29 g | LC          |

Kategorie IUCN:  LC  – gatunek najmniejszej troski,  NT  – gatunek bliski zagrożenia,  EN  – gatunek zagrożony,  DD  – gatunki o nieokreślonym stopniu zagrożenia.